# Quist sebaci
Un quist sebaci és un terme que s'utilitza habitualment per referir-se a:
- Quists epidermoides (també anomenats quists epidèrmics, quists infundibulars), o
- Quists pilars (també anomenats quists pilosos, quists trichemlemmics, quists de l'istme-catagens).

Els dos tipus de quist anteriors contenen queratina, no sèu i tampoc prové de glàndules sebàcies. Els quists epidermoides tenen l'origen en l'epidermis i els quists pilars provenen dels fol·licles pilosos. Per tant, tècnicament parlant no són quists sebacis. Els quistos sebàcies "veritables", els quistes originaris de glàndules sebàcies i que contenen sèu, són relativament rars i es coneixen com a esteatocistoma simplex o, si són múltiples, com a esteatocistoma múltiplex.
Els professionals mèdics han suggerit que s'ha d'evitar el terme quist sebaci ja que pot resultar enganyós.